# Gonzalo Daniel Acosta
Gonzalo Daniel Acosta (Santa Fe, 18 de agosto de 1983) es un exfutbolista y entrenador argentino. Jugaba como delantero.

## Trayectoria
A partir del año 2006 se desempeñó en Juventud Alianza de San Juan (Torneo Argentino B), mientras que en la temporada 2009 vistió la camiseta de Atlético Ciclón de Tarija en la Copa Simón Bolívar.
Luego, en el 2010, pasó a jugar en el Club Deportivo Guabirá de Montero (Liga Profesional Bolivia).
Posteriormente regresó a Ciclón de Tarija para jugar en la Copa Simón Bolívar (Nacional B), para pelear por ocupar una plaza en el fútbol liguero 2011.
A principios del  2014 se incorporó al Club Universitario de Tarija, donde convirtió 12 goles.

## Clubes
| Club                         | País      | Año       |
| ---------------------------- | --------- | --------- |
| Juventud Alianza - San Juan  | Argentina | 2006      |
| Ciclón                       | Bolivia   | 2009      |
| Guabirá                      | Bolivia   | 2010      |
| Ciclón                       | Bolivia   | 2011      |
| Universitario de Tarija      | Bolivia   | 2014      |
| Club La Salle (Sta Fe)       | Argentina | 2015      |
| Club Boca de Nelson (Nelson) | Argentina | 2018-2019 |
| Universitario de Villa María | Argentina | 2020-     |

## Palmarés

### Distinciones individuales
| Distinción                                     | Año  |
| ---------------------------------------------- | ---- |
| Goleador de la Copa Simón Bolívar (Nacional B) | 2009 |